# Bittergarnituur
Bittergarnituur of borrelgarnituur is in Nederland vaak een schaal met verschillende gefrituurde hapjes. Oorspronkelijk was het de aanduiding voor een schaal met bitterballen, een bakje mosterd, prikkers of vorkjes en servetten.
De naam van dit gerecht verwijst naar het feit dat het doorgaans wordt gegeten bij een bittertje of een borrel. Een bittertje is een sterk alcoholisch kruidendrankje.
De populairste mix is bitterballen, mini-frikandellen, kipnuggets en bamihapjes. Een andere samenstelling is bitterballen, gehaktballen, minikaassoufflés en kipnuggets. Bitter- en borrelgarnituur verwijzen ook naar koude, pikante, zoete en/of zoute hapjes.